# 신마쓰다역
신마쓰다역(일본어: 新松田駅)은 일본 가나가와현 아시가라카미군 마쓰다정에 위치한 오다큐 전철 오다와라선의 역이다. 역 번호는 OH 41이다.

## 개요
역앞에 있는 도카이여객철도(JR 도카이) 고텐바선 마쓰다역과의 환승역이다. 또한, 특급 "후지산"은 고텐바역 발착의 직결 운행으로 인하여 JR 마쓰다역 1번 선을 경유하고 역에는 도착하지 않지만 운임 계산상 동일역으로 취급한다.

## 역 구조
섬식 승강장 2면 4선의 지상역이다. 오다와라 방향으로 회차 인상용 Y선이 설치되어 있다. 신주쿠 쪽의 구내로 JR 도카이 고텐바선 마쓰다역으로 통하는 연결선이 있는 특급 "후지산"이 이 연결선을 경유하여 고텐바선과 직통 운행되고 있으며 오다큐 전철 및 하코네 등산 철도가 발주, 구입한 신형 차량의 반입(갑종 수송)에 사용된다. 이 경우에는 일본화물철도(JR 화물)의 전기 기관차가 연결선을 신주쿠 방면으로 경유하여 회차 형식으로 당역 구내까지 연장된다. 또한, 마쓰다역 ~ 당역 구간 운전은 EF65형 전기 기관차의 운전 자격을 가지는 오다큐의 운전사가 담당한다.
1927년의 개통 당시부터 1970년대 후반까지 이른바 "갬브럴 지붕" 역사였다. 또한, 2011년 시점에서 오다큐로 갬브럴 지붕을 가진 역사는 무코가오카유엔 역 북쪽 출입구 뿐이었다.
개찰구는 북쪽 출입구와 남쪽 출입구의 2곳이지만, 역무원은 북쪽 출입구에만 배치되어 있다. 승강장끼리는 과선교로 연결되고 있으며 개찰 층 ~ 과선교 및 과선교 ~ 플랫폼 층을 각각 연결하는 엘리베이터가 설치되어 있다.
2012년 3월 16일까지는 9시대의 오다와라 방향 열차에는 당역에서 뒷쪽 4량이 각역 정차의 하코네유모토 행(주말은 각역 정차 오다와라 행)과 전 6량이 급행 오다와라 행을 분할하는 열차가 1개씩 존재했다. 또, 하코네유모토 발 평일 6,7시대, 주말 5시대 각역정차 신마츠다 행(4량 편성)은 당역 도착 후에 오다와라 발 평일 7시대의 2개, 주말 6시대의 급행 신주쿠 행(6량 편성)의 앞부분에 연결되어 당역부터는 10량 편성으로 운행되고 있었다. 오다와라 발 8시대의 급행 신주쿠 행(6량 편성, 혼아쓰기까지 각역정차)은 당역에서 앞부분에 빈차 4량을 증결한 뒤 10량 편성으로 운행되고 있었다. 당 역으로 에비나역에서 열차의 연결 및 분리는 원칙적으로 1번 승강장(하행선)과 4번 승강장(상행선)을 사용했다.
2012년 3월 17일부터 운행에서는 도중역에서 일반 열차의 연결 및 분리는 완전히 없어졌다. 2007년 봄, 역 개찰구나 플랫폼 등에 발차표가 신설되었다. 이 발차 표에서는 열차 종별 표시에 풀 컬러 LED가 사용되고 있다. 역명판은 2015년 7월 LED조명이 한글 병기의 것으로 교환되었다.

### 타는 곳
| 번호 | 노선       | 방향 | 방면                             |
| ---- | ---------- | ---- | -------------------------------- |
| 1·2  | 오다와라선 | 하행 | 오다와라·하코네유모토 방면       |
| 3·4  | 오다와라선 | 상행 | 사가미오노·신주쿠· 지요다선 방면 |

- 내측 2선(2,3번 승강장)이 주로 본선, 외측 2선(1,4번 승강장)이 대피선이다.
- 하행 열차는 가이세이 역 ~ 아시가라 역 구간에 대피선이 없어 선발한 열차가 종점의 오다와라역까지 선착한다.
- 4번 승강장에 10량 편성 차량이 야간 유치된다.
- 2016년 3월 26일 실시의 다이아 개정 이후 낮 시간대에 신주쿠 방면에서 쾌속급행·급행은 당 역에서 오다와라 발착의 각역정차에 접속한다.(30분 간격)

## 역 주변
- 도카이여객철도(JR 도카이) 고텐바선 마쓰다역
- 마쓰다정 사무소
- 마쓰다 정민 문화 센터
- 마쓰다정 체육관
- 마쓰다 우체국
- 마츠다소료 우체국
- 가나가와현립 아시가라카미 병원
- 다치바나가쿠인 고등학교
- 마쓰다산 허브 가든 ※ 후지큐 쇼난 버스의 계절 운전이 있다.
- 후지큐 쇼난 버스 신마쓰다역앞 안내소
- 하코네 등산 버스 신마츠다 안내소
- 후지큐 쇼난 버스 본사 영업소

## 역사
- 1927년
  - 4월 1일: 영업 개시. "직통" 정차역이 됨.
  - 10월 15일: 급행이 설정되어 정차역이 됨.
- 1944년 11월: 태평양 전쟁의 전황 악화로 인한 급행 운행 중단.
- 1945년 6월: 기존 신주쿠 ~ 이나다노보리토역 구간만을 운행하던 각역정차가 전 노선에서 운행하게 되어 각역정차의 정차역이 됨과 동시에 "직통"은 폐지됨.
- 1946년 10월 1일: 준급이 설정되어 정차역이 됨.
- 1949년 10월 1일: 급행이 부활되면서 정차역이 됨.
- 1955년
  - 3월 25일: 통근급행이 설정되어 정차역이 됨.
  - 10월: 역의 북쪽에 고텐바선 마쓰다역 사이를 잇는 연결선 완성.
- 1960년 3월 25일: 통근준급이 설정되어 정차역이 됨.
- 1966년: 특급 로망스카 "아시가라"호의 운행 개시에 따라 열차의 정차역이 됨.
- 1980년 3월 5일: 새로운 역사가 완성되어 공용 개시. 이때까지 쓰였던 초대 역사는 무코가오카유원으로 이전되어 "철도 자료관"의 집사가 됨.
- 2002년 3월 23일: 급행 등의 분할 및 병합 개시. 이후, 다이어 개정마다 당역에서 진행 분할과 병합의 열차가 늘어나게됨.
- 2004년 12월 11일: 쾌속급행, 구간준급이 설정되어 정차역이 됨. 당역 이서로는 오다와라역을 제외하고 승강장 유효 길이가 최대 6량 대응으로 인한 8량 편성으로 운행하는 구간준급, 각역정차는 당역 이서에는 들어가지 않게됨.
- 2008년 3월 15일: 급행 등의 분할 및 병합을 일부 열차를 제외하고 폐지. 준급의 운행 구간이 당역까지 됨.
- 2012년 3월 17일: 구간준급 출입 해제.

## 사진

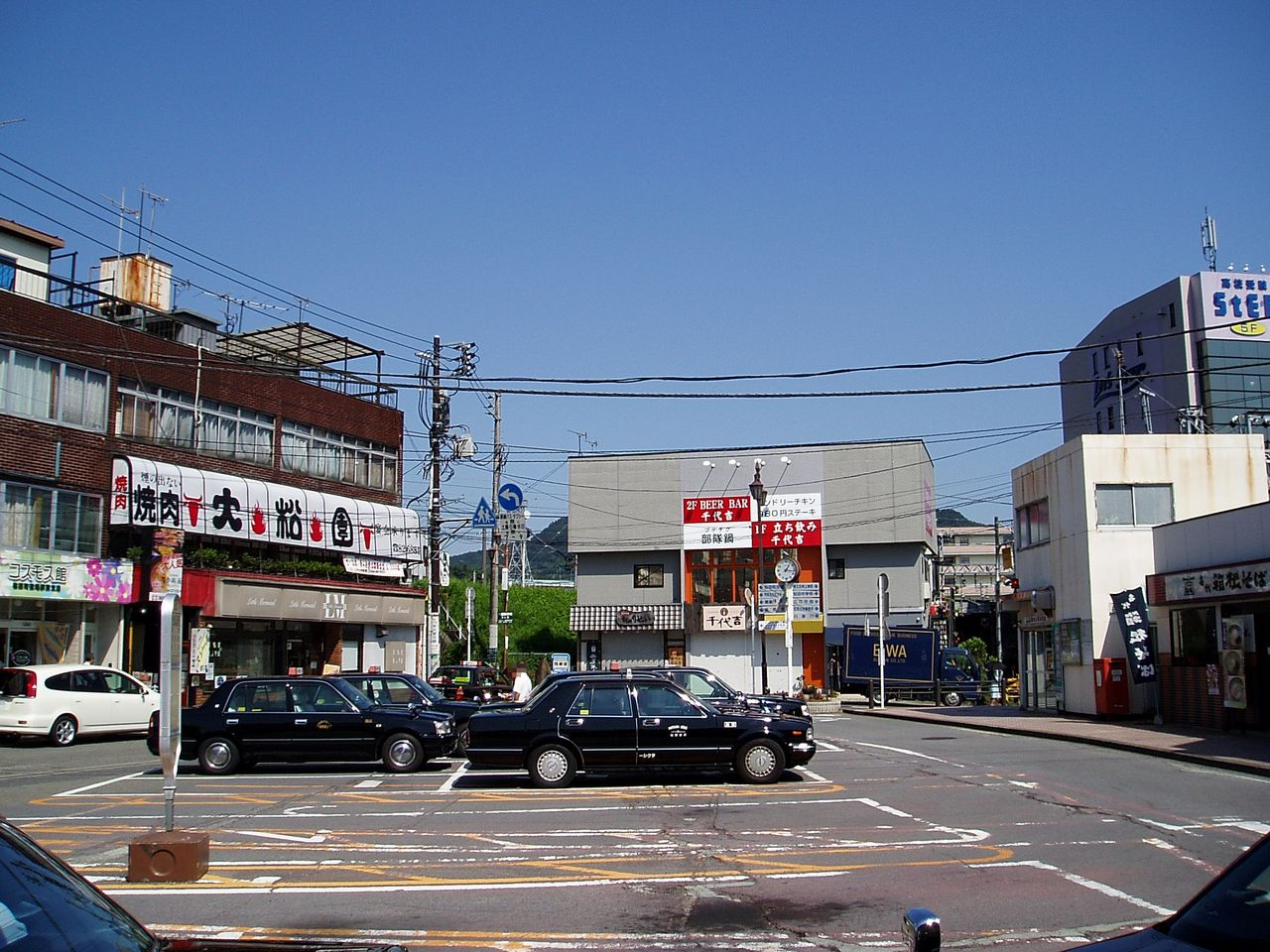
역앞 광장
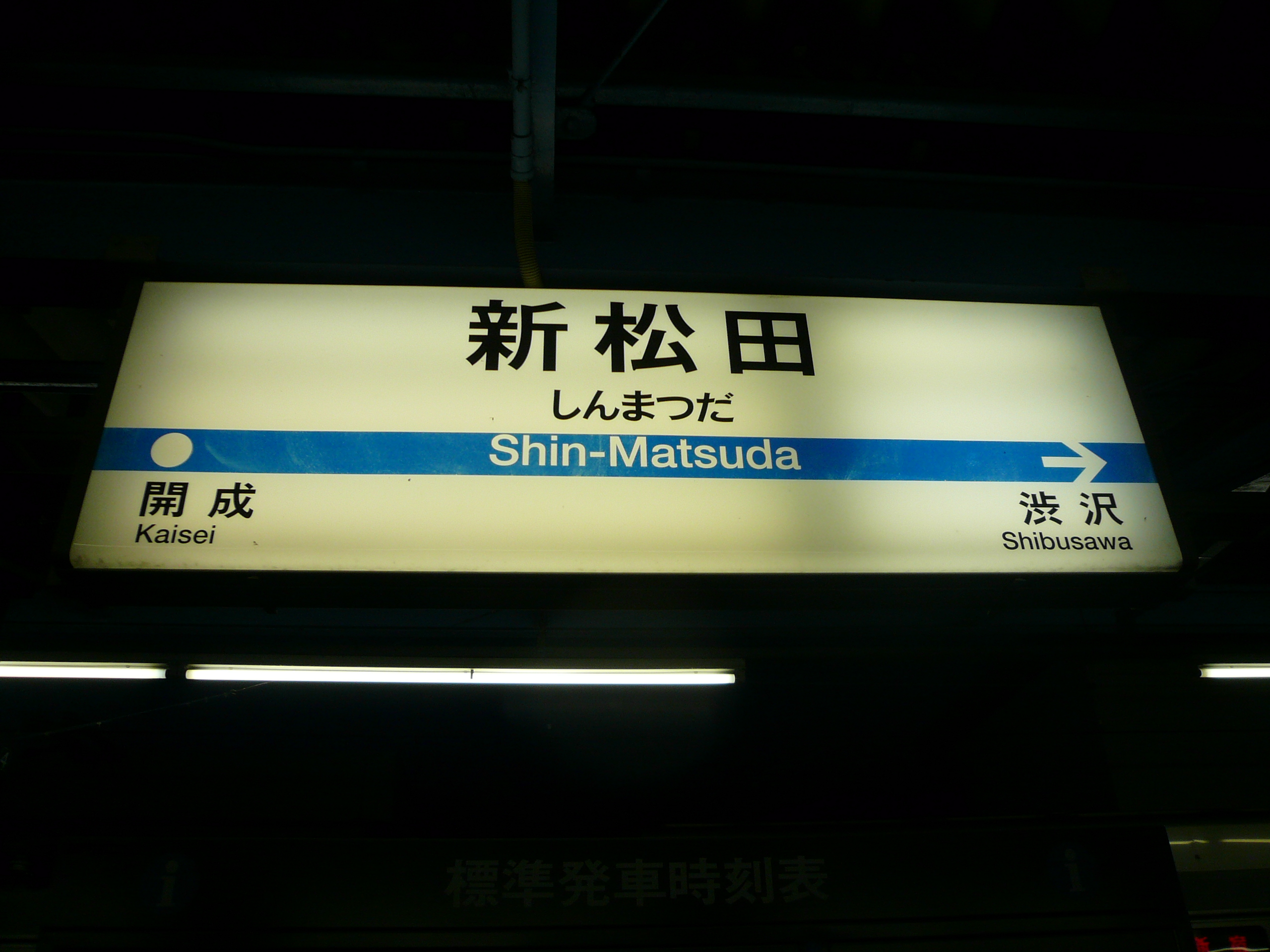
역명판

## 인접역
| 오다큐 오다와라선          | 오다큐 오다와라선            | 오다큐 오다와라선            |
| -------------------------- | ---------------------------- | ---------------------------- |
| OH 40 시부사와 신주쿠 방면 | ■ 쾌속급행 ■ 급행 ■ 각역정차 | 가이세이 OH 42 오다와라 방면 |